# Bénodet
Bénodet é uma comuna francesa na região administrativa da Bretanha, no departamento Finisterra. Estende-se por uma área de 10,55 km². Em 2010 a comuna tinha 3 646 habitantes (densidade: 345,6 hab./km²).